# ميخائيل بيليغرينو
ميخائيل بيليغرينو (بالإنجليزية: Michael Pellegrino)‏ هو لاعب كرة قدم أمريكي في مركزي الوسط والدفاع، ولد في 18 يناير 2001 في وينوناه في الولايات المتحدة. لعب مع بثلهام ستييل.